# 雷鋪天將軍墓
雷鋪天將軍墓位於四川省巴中市巴州區化成鎮，文物遺址年代判定為清。2002年12月27日公佈為四川省第六批省級文物保護單位。